# Diadromus rubicundus
Diadromus rubicundus là một loài tò vò trong họ Ichneumonidae.